# François de La Rochefoucauld (pisarz)
François de La Rochefoucauld, Franciszek VI książę de la Rochefoucauld (ur. 15 września 1613 w Paryżu, zm. 17 marca 1680 tamże) – francuski pisarz, pamiętnikarz i filozof.
Znaczną część życia spędził na dworze francuskim. Po wycofaniu się z polityki zajął się pisarstwem. Swoje refleksje na temat natury ludzkiej zawarł w zbiorze Maksymy i rozważania moralne (1664). Zerwał z optymistycznym poglądem na naturę ludzkości, wskazywał na hipokryzję, egoizm, słabość oraz próżność, rządzące ludźmi. Uczciwość i dobroć jest pozorem, losem ludzkim rządzi natomiast irracjonalny przypadek.